# Chytranthus mannii
Espèce
Statut de conservation UICN

 NT  : Quasi menacé
Chytranthus mannii ou « Pessegueiro de Sao Tome » est une espèce de plantes de la famille des Sapindaceae. 
L’aire de répartition naturelle de cette espèce est São Tomé proche de la Nouvelle Guinée, 
C’est un arbre qui pousse principalement dans le biome tropical humide. Selon la classification de la liste rouge de l'UICN, il s'agit d'une espèce quasi menacée.

## Publication originale
- Genera Plantarum 1: 404. 1862.